# Catharina Roodzant
Catharina (Toos) Roodzant-Glimmerveen est une joueuse d'échecs néerlandaise née le 21 octobre 1896 et morte le 24 février 1999. Elle fut septième du championnat du monde féminin en 1939.

## Biographie et carrière
Catherina Roodzant remporta les championnats des Pays-Bas féminins en 1935, 1936 et 1938.
En 1937, elle marqua 7 points sur 14 au championnat du monde féminin de Stockholm, un tournoi disputé suivant le système suisse en 14 rondes et finit à la dixième place ex æquo sur les 26 participantes.
En 1939, elle marqua 11 points sur 19 et finit septième ex æquo du championnat du monde féminin 1939 disputé à Buenos Aires en même temps que l'Olympiade d'échecs de 1939.
En 1957, Roodzant représenta les Pays-Bas lors de la première olympiade d'échecs féminine disputée à Emmen aux Pays-Bas. Elle disputé tous les matchs de son équipe et marqua 6,5 points en 14 parties et les Pays-Bas finirent neuvième de la compétition.